# （秘）劇画 浮世絵千一夜
『㊙劇画 浮世絵千一夜』（マルヒげきが うきよえせんいちや）は、1969年（昭和44年）10月29日に東映系で公開されたレオ・プロダクション製作の劇場用オリジナル長編アニメーション映画。R18+（旧成人映画）指定。併映『江戸川乱歩全集 恐怖奇形人間』（石井輝男監督、吉田輝雄主演）。
キャッチコピーは「世界で初めて！浮世絵が動く声を出す、艶笑大人のまんが」「あッ見えた、動いた、声が出た！オールカラーアニメーションでねっとり描く世界初の時代劇浮世絵巨篇」。

## あらすじ
江戸の下町で長屋暮らしの浮世絵師・春斉は、呉服屋の江戸屋勘助から密かに枕屏風に浮世絵の春画を描くように頼まれていた。そこで春斉は隣に住む駆け落ち夫婦の仁吉とおとよの情事をモデルに春画を描き上げ、絵の男女を「春信」「おたま」と名付けた。すると、春信とおたまは仁吉とおとよのあえぎ声に誘われて屏風の中から抜け出し、仁吉とおとよを殺してしまう。この知らせを聞いた幻術使いの女同心・幻お流が事件に乗り出すが…。

## 概要
本作品は手塚治虫の虫プロダクションが製作した大人向けアニメ『千夜一夜物語』（配給・日本ヘラルド映画）に便乗して製作されたといわれる。一方で製作者側の証言によれば本作は虫プロの「アニメラマ」に別段便乗したわけではなく、それ以前から製作に取り掛かっていたとのことで、当初予定されていたタイトルも「幻お流捕物控 女妖浮世絵秘帖」というものだった。
ちなみに虫プロの『千夜一夜物語』は成人映画指定を受けておらず、結果的に本作が世界初の成人指定アダルトアニメとなった（なお、2011年公開のアダルトアニメ『STAR☆jewel』が単館系劇場で先行公開された際「18禁アニメ世界初の劇場公開」と紹介されたが、これは完全な事実誤認である）。
脚本と演出はレオ・プロダクション社長のレオ・ニシムラ（西村徳衛）が手掛け、製作には1年余りの歳月を要した。このフィルムは完成後、東映が2000万円で買いつけ、石井輝男監督のカルト映画『江戸川乱歩全集 恐怖奇形人間』との同時上映で1969年10月29日に東映系全国53館の劇場で公開された。なお、大手映画会社が18禁アダルトアニメを配給したのは後にも先にも例がなく、東映が本作を配給するに至った背景として「異常性愛路線」と称されるエログロ色の強い過激な成人映画シリーズを当時の東映が打ち出していたことなどが理由として挙げられる。

しかし、東映の組合側からは「動画（アニメ）の名門が、なぜピンク動画（アダルトアニメ）を配給せねばならないのか」との公開反対の声が挙がり、映倫の審査を通過していたにも関わらず、警視庁保安一課からは猥褻な場面を削除するようにとの警告を受けた。その後、東映と映倫が協議した結果「性交を描いた浮世絵」「行為中の女性のうめき声」「絶頂時に男根をちょん切る“忍法くの一締め”」「セックスポーズのシーン」ほか計6ヶ所のシーンが都内37館のフィルムからカットされた。ちなみに大手5社配給の映画で一般公開のあと警視庁がわいせつの疑いで警告や削除の要請を行ったのは、これが初めてのケースだったという。結局、本作は捨て週間での公開で興行成績も全く振るわず10日間で上映が打ち切られた。

### 評価
本作はアニメ映画史上において最も出来の悪い作品の一つとして評価されており、本作を紹介したごく一部のアニメ評論家からも「内容は実にお粗末の一語につきる動画だった」と酷評され、現在も半ば黙殺された存在となっている。

劇場で本作を視聴した映画評論家の森卓也は映画雑誌『キネマ旬報』に以下の批評文を寄稿している。
結局本作は興行的にも作品的にも全く評価されることなく、これを最後にレオ・プロダクションは活動を停止した（その後、同社はスタジオエルと改組・改称して現在も事業継続中である）。
その後、日本テレビ系平日夕方放送の帯アニメを手がけた東京テレビ動画がレオ・プロダクションと同じく虫プロの「アニメラマ」に便乗し、1971年に日本ヘラルド映画の企画で、過激な性描写が売りの劇場用ポルノアニメ『ヤスジのポルノラマ やっちまえ!!』（原作・谷岡ヤスジ）を制作・公開するが興行は大失敗に終わり、本作を最後に東京テレビ動画は解散を余儀なくされた。
1960年代後半から1970年代前半にかけて登場した劇場用アダルトアニメはこの2作と虫プロのアニメロマネスク『哀しみのベラドンナ』（1973年公開）の興行的惨敗によって、わずか数年で完全消滅する。その後、史上初の成人向けOVA『ロリータアニメ』（原作・中島史雄）が1984年に発売されるまで新作のアダルトアニメは10年以上にわたり市場から姿を消すことになった。

## キャスト
- 幻お流 - 滝かおる
- 福助 - 大久保伸
- 梅の幻斎 - 妻木一平
- 浮世絵師春斎 - 山田卓司
- 重藤左次馬 - 野坂竜太
- 春信 - 若山昌夫
- おたま - 三浦由紀子
- 江戸屋ゆき - 原みちよ
- おなみ - 藤原けい子
- おとよ - 牟永君代
- 仁吉 - 町田日出男
- 江戸屋勘助 - 桂太郎
- 頓兵衛 - 秋山連作

## スタッフ
- 脚本・演出（監督と同義） - レオ・ニシムラ
- 原画監修 - 上野春楽
- 原動画 - 熊沢年男、小松原宏、村田秀男、金沢幸男
- 美術 - 勝又穣治
- 背景 - 赤保谷愛花
- 撮影 - 荒牧国繁、佐藤るみ子
- 編集 - 中島照雄
- 音楽 - カナリ良則とファイブサンズ
- 録音 - 東音スタジオ
- 配給 - 東映株式会社
- 製作 - レオ・プロダクション

## 映像ソフト化
1970年にオープンリール式のビデオテープ（収録時間70分の上映版）が発売されたのち、一般家庭にビデオデッキが普及する前後の1970年代後半から1980年代前半にかけて東映芸能ビデオから収録時間60分の短縮版VHSソフトが5万5000円（のちに4万4500円に価格改定）で発売されていた。以後は再発売もDVD化も行われていない。また、フィルムの現存状況も不明である。

### 関連文献
- 少年画報社『ヤングコミック』1969年11月11日号 - コミカライズ版『幻お流捕物控 浮世絵千一夜』（劇画：ジョージ森）掲載
- 『実話情報』1969年11月臨時増刊号「エロスのアルバム 第4集」 - 本作のシナリオとスチル写真が掲載